# Турки (Саратовская область)
Турки́ — рабочий посёлок, административный центр Турковского района Саратовской области.
Располагается на реке Хопёр. Железнодорожная станция ветки (13 км) Летяжевка-Турки (пассажирского движения нет)
Балашов).
Население — 5063 чел. (2025).

## Версии происхождения названия
С. Б. Козинец в «Топонимическом словаре Саратовской области» приводит три версии происхождения названия Турки:
- Самая популярная версия происхождения названия посёлка связана с петровскими временами. Согласно ей, на горе жили турецкие пленники после русско-турецкой войны, от этого гора стала именоваться Туркова, а посёлок — Турки.
- На горе жил старый турок, в честь него гора получила название Туркова, а посёлок получил имя по горе.
- Под Турковой горой водились туры[4].

## История
В 1723 году на землях, пожалованных Петром I двадцати девяти победителям русско-шведской войны, была образована деревня Рысья.
14 января 1736 года турковские помещики подали прошение царю о построении церкви. 6 июля 1737 года Священный синод издал указ: «В деревне Рысья построить деревянные церкви во имя Казанской Пресвятой Богородицы да в пределе Николая Чудотворца».
После этого деревня стала называться село Богородское.
В августе 1774 года через деревню прошёл отряд пугачёвцев под командованием полковника Каменского.
В середине XIX века за селом закрепилось название Турки.
19 февраля 1880 года была открыта Александровская богадельня.
В 1884 году на службу в Турки приехал выпускник Петербургской медико-хирургической академии В. Д. Ченыкаев, который сразу же начал добиваться открытия в селе земской больницы. В 1892 году его старания увенчались успехом — в Турках открылась первая больница. Уроженец Сердобска, Ченыкаев большую часть жизни провёл в Турках, где много сделал для развития медицины и культуры. В Турках перезахоронен его прах, на стене построенного им здания больницы установлена мемориальная плита, имя высечено на Аллее Славы в парке.
В 1892 году было срыто 3 крупных спуска, замощены улицы и базарная площадь, построено 2 моста. Вынуто земли, глины, камня 2178 кубических сажень.
20 февраля 1892 года при Александровской богадельне была открыта даровая столовая на 70 человек.
1 июня того же года Балашовское уездное земство приняло решение построить больницу в посёлке, на что было выделено 10 100 рублей.
В 1895 году проложили железнодорожную ветку Летяжевка — Турки. На деньги Балашовского земства открыли ремесленную школу. Население в Турках превысило десять тысяч человек. Создана ссудно-сберегательная касса.
В 1900 году открылся народный дом с библиотекой, хором, драматической группой на деньги, собранные селянами.
В 1903 году на правом берегу Хопра была построена мельница купца Алифанова, на левом — крупорушка.
В 1908 году построен маслозавод.
В 1912 году открылась земская школа.
В 1917 году в Турках, как и во всём Балашовском уезде, победила Советская власть, в мае — создан Совет.
В 1918 году село охватила тифозная эпидемия.
В 1919 году с агитпоездом посёлок посетил М. И. Калинин.
В 1921 году Турки пострадали от большого пожара.
В 1922 году на месте усадьбы князя Давыдова в селе Бабинки был открыт дом отдыха «Бабинский».
В 1923 году в доме бывших князей Вяземских открылся туберкулёзный диспансер.
15 июня 1923 года в селе Турки была создана пионерская организация.
В июле 1924 года был организован сельхозкооператив «Заветы Ильича» с местом расположения в селе Турки.
25 сентября 1926 года при ремесленном училище был создан кружок радиолюбителей, положивший начало радиопередачам в Турках.
23 июля 1928 года село стало центром Турковского района Балашовского округа Нижне-Волжского края.
В ноябре 1929 года вышли в свет первые номера районной газеты «Коллективист».
15 января 1932 года в селе Турки была организована Турковская МТС, которая обслуживала 12 колхозов.
В 1935 году создан Промкобинат с включением в него плодово-ягодного завода, мельничных предприятий, электростанции.
В 1936 году сооружена первая электростанция.
В 1937 год — построен первый элеватор.
23 декабря 1950 года колхозы «Имени Ленина», «Победа», «Колхоз им. Фурманова» объединились в одно хозяйство — «Колхоз имени Ленина» с центром в селе Турки.
В 1958 году был построен кирпичный завод.
В 1960 — создана птицефабрика. В том же году по ул. Ленина была построена районная библиотека.
В 1962 год в с. Бабинки был установлен памятник героям гражданской и Отечественной войн.
В январе 1966 года село Турки получило статус рабочего посёлка.
В 1972 году было введено в эксплуатацию новое здание училища механизации.
В 1974 — открылся Дом пионеров.
В 1977 году вступил в строй новый элеватор.
В 1982 году было построено новое здание райпо[неизвестный термин].
14 апреля 1994 года в посёлке открылся краеведческий музей.
В 1995 — построено здание Турковской милиции.
В сентябре 1996 года вступила в строй возрожденная Турковская МТС.
Осенью 1997 года открылся новый Дворец культуры, в 1998 справила новоселье поликлиника центральной районной больницы.
В 2000 году был принят герб Турковского района — золотая рысь настроже, стоящая на зелёной земле над обрывом.
1 сентября 2009 года открылось новое здание ТООШ[неизвестный термин] («восьмилетки»), строительство которого велось более десяти лет.
В 2015 году из-за конфликта с Турцией, связанного с уничтожением российского военного самолёта в турецком небе, руководитель общественного движения «Соцконтроль» Юрий Кондрашов выступил с предложением ввести в отношении Турции санкции — переименовать посёлок Турки.[значимость факта?]

## Население
| 1939  | 1959  | 1970  | 1979  | 1989  | 2002  | 2009  |
| ----- | ----- | ----- | ----- | ----- | ----- | ----- |
| 7724  | ↘6906 | ↗7737 | ↘7324 | ↗7418 | ↘6872 | ↘6791 |
| 2010  | 2011  | 2012  | 2013  | 2014  | 2015  | 2016  |
| ↘6122 | ↗6127 | ↘6106 | ↘6029 | ↘5978 | ↘5905 | ↘5815 |
| 2017  | 2018  | 2019  | 2020  | 2021  | 2025  |       |
| ↘5725 | ↘5649 | ↘5578 | ↘5486 | ↘5272 | ↘5063 |       |

## Экономика
По данным сборников статистических сведений Саратовской губернии, в начале XX века в селе функционировали чугуннолитейный завод И. С. Смоляева, паровые мельницы купца Н. А. Алифанова, две воскобойни, три салотопни, три маслобойных завода, пекарня и колбасная мастерская, земской склад земледельческих машин, почта, телеграф. В Турках были 45 лавок. Турковский базар был крупным хлеботорговым центром, на котором ежегодно ссыпалось до 100 тысяч четвертей пшеницы (преимущественно, российской), основная часть которой шла на Елецкие мельницы.
В советское время в посёлке работали крупные предприятия: консервный завод, маслокомбинат, хлебокомбинат, заготовительная контора.
Основное производство в посёлке и районе — сельскохозяйственное.

## Культура
В посёлке есть музыкальная и детско-юношеская спортивная школы, дом творчества, дом культуры, дом досуга, историко-краеведческий музей.